# Peu (unitat mètrica)
El peu és la unitat de mesura del vers grec o llatí, format per un nombre reduït de síl·labes llargues i breus (de dues a quatre). A cada peu hi ha dos temps, un d'elevació i un altre de descens. El nom procedeix de les cançons acompanyades de dansa, en les quals, el peu servia per marcar el ritme. La unitat bàsica de la mètrica de molts idiomes en la descripció del ritme d'un poema. La mètrica de la poesia clàssica es basa en la quantitat vocàlica i empra el peu com a element constructiu principal. Un peu consisteix en un cert nombre de síl·labes que formen un vers. La seva descripció es basa en les característiques i el nombre de les síl·labes que conté. En llengües com el llatí i el grec es té en compte la durada de la síl·laba (llarga o breu); en català, si les síl·labes són tòniques o àtones. Un peu pot estar format per diferents paraules i una sola paraula pot contenir més d'un peu. Encara més, un peu pot unir diferents paraules i contenir, per exemple, les dues darreres síl·labes d'un mot i la primera del següent. En el moment de distingir els peus, doncs, cal fixar-se en el so i deixar de banda els significats de les paraules.

## Semipeu, mora i genus
El peu es divideix en dos semipeus. Es creu que els dos semipeus tenien igual intensitat i, per tant, el ritme venia determinat únicament per l'alternança entre breus i llargues. En cada peu, una de les síl·labes determina el descens o cop, que marca el ritme (el «temps fort»). Una altra síl·laba marca l'elevació (el «temps dèbil»). Si apareix primer el temps fort s'anomena ritme descendent, sinó es tracta de ritme ascendent .
La unitat de mesura es deia mora i era una per a les breus i dues per les llargues. Si tenen menys de sis mores els peus s'anomenen simples i si en tenen més de sis, compostos (o metres).
Els peus simples s'agrupen de la manera següent: 
1. Peus de gènere igual (genus pares) en el qual els dos semipeus tenen igual nombre de mores (pirriqui, espondeu, dàctil, anapest, proceleusmàtic, coriambe).
2. Peus de gènere doble (genus duplum), en què un semipeu té el doble nombre de mores que l'altre (iambe, troqueu, tribrac, moloso, ditroqueu, jònic).
3. Peus de gènere sesquiàlter (genus sescuplum), en què un semipeu val una vegada i mitja més que l'altre (crètic, peà, baqui i antibaqui).

## Els peus en la mètrica clàssica
Els tipus més freqüents en la mètrica clàssica són: 
- iambe, dues síl·labes: breu i llarga
- troqueu, dues síl·labes: llarga i breu
- espondeu, dues síl·labes llargues.
- dàctil, tres síl·labes: llarga i dos breus
- anapest, tres síl·labes: breu, breu, llarga

Entre els peus compostos, el més utilitzat és el docmi.

### Llista
A sota hi ha la llista dels noms dels peus segons la mètrica clàssica. Els peus es classifiquen primer pel nombre de síl·labes que els formen (els bisíl·labs en tenen dues, els trisíl·labs tres, els tetrasíl·labs quatre) i en segon lloc per la llargada de les seves vocals (en les llengües clàssiques) o la tonicitat de les vocals (en la mètrica catalana).
Les taules següents descriuen els peus segons la llargada de les vocals (com en les llengües clàssiques). 'Llarg' correspon a tònic i breu a àton. Per exemple, un iambe, que és curt-llarg en la mètrica clàssica, esdevé àton-tònic, com en el mot català amor.

### Bisíl·labs
'˘ = síl·laba breu, ¯ = síl·laba llarga
| ˘ ˘ | pirriqui        |
| ˘ ¯ | iambe           |
| ¯ ˘ | coreu o troqueu |
| ¯ ¯ | espondeu        |

### Trisíl·labs
| ˘ ˘ ˘ | tribraqui o braquisíl·lab |
| ¯ ˘ ˘ | dàctil                    |
| ˘ ¯ ˘ | amfíbrac o braquicoreu    |
| ˘ ˘ ¯ | anapest                   |
| ˘ ¯ ¯ | baqui                     |
| ¯ ¯ ˘ | antibaqui o palimbaqui    |
| ¯ ˘ ¯ | crètic o amfímacre        |
| ¯ ¯ ¯ | molós                     |

### Tetrasíl·labs
| ˘ ˘ ˘ ˘ | proceleusmàtic |
|         |                |
| ¯ ˘ ˘ ˘ | peà primer     |
| ˘ ¯ ˘ ˘ | peà segon      |
| ˘ ˘ ¯ ˘ | peà tercer     |
| ˘ ˘ ˘ ¯ | peà quart      |
|         |                |
| ¯ ¯ ˘ ˘ | jònic a maiore |
| ˘ ˘ ¯ ¯ | jònic a minore |
| ¯ ˘ ¯ ˘ | ditroqueu      |
| ˘ ¯ ˘ ¯ | diiambe        |
|         |                |
| ¯ ˘ ˘ ¯ | coriambe       |
| ˘ ¯ ¯ ˘ | antispast      |
|         |                |
| ˘ ¯ ¯ ¯ | epítrit primer |
| ¯ ˘ ¯ ¯ | epítrit segon  |
| ¯ ¯ ˘ ¯ | epítrit tercer |
| ¯ ¯ ¯ ˘ | epítrit quart  |
|         |                |
| ¯ ¯ ¯ ¯ | dispondeu      |

## Els peus en català
En català, la síl·laba va substituir al peu llatí com a unitat mètrica, però se segueix denominant amb el nom llatí a les agrupacions de síl·labes que s'ajusten al ritme combinatori de tòniques-àtones (per analogia amb el ritme quantitatiu de llargues-breus). D'aquesta manera, en la mètrica catalana se sol parlar de ritme iàmbic, trocaic, dactílic, anapèstic i anfibràquic .

## Peu trencat
La cobla de peu trencat és el nom que se li dona a qualsevol tipus d'estrofa composta per versos octosíl·labs combinats amb versos tetrasíl·labs. El seu moment de major èxit va ser durant el segle xv. La forma més coneguda és la que va usar Jorge Manrique en les seves Coplas por la muerte de su padre, una de les moltes possibles, de manera que la cobla de peu trencat se la coneix també pel nom d'estrofa manriquenya.

## Peu forçat
Va ser un passatemps de saló que va estar de moda durant els segles xvii i xviii i en el qual el poeta havia d'ajustar-se a una rima prefixada, de vegades extravagant, per compondre un poema de tema lliure o també prefixat.